# Liste der Mitglieder des Provinziallandtags der Rheinprovinz (16. Sitzungsperiode)
Diese Liste nennt die Mitglieder des 16. Provinziallandtages der Rheinprovinz 1862.

## Hintergrund
Der Provinziallandtag der Rheinprovinz bestand aus 75 Mitglieder, die sich in vier Kurien aufteilten. Die erste Kurie bestand aus vier Standesherren, die über Virilstimmen verfügten. Die Standesherren konnten sich vertreten lassen. Die zweite Kurie bestand aus den Vertretern der Ritterschaft, diese wurden in zwei Wahlkreisen (Regierungsbezirke Koblenz/Trier/Köln und Regierungsbezirke Aachen/Düsseldorf) gewählt. Die dritte Kurie bildeten die Vertreter der Städte. Diese wurden in indirekter Wahl bestimmt. Die vierte Kurie bildeten die Landgemeinden. Diese wählten die Vertreter in doppelt indirekter Wahl: Die Urwähler wählten Wahlmänner, diese dann Bezirkswähler. Wahlkreise waren die Landkreise. Für die Abgeordneten wurden jeweils auch Stellvertreter gewählt.
Der Provinziallandtag der Rheinprovinz trat in seiner 16. Sitzungsperiode vom 16. November 1862 bis zum 5. Dezember 1862 zusammen.

## Liste der Abgeordneten
| Kurie                                | Wahlkreis | Abgeordneter                                             | Anmerkung                                                                 |
| ------------------------------------ | --- | -------------------------------------------------------- | ------------------------------------------------------------------------- |
| Stand der Fürsten, Grafen und Herren | | Fürst Alfred zu Salm-Reifferscheidt-Dyck                 | Dyk bei Neuss                                                             |
| Ritterschaft                         | Koblenz/Trier/Köln | Freiherr Clemens August Waldbott von Bassenheim-Bornheim | Landtagsmarschall                                                         |
| Ritterschaft                         | Aachen/Düsseldorf | Freiherr Friedrich von Bourscheidt                       | Haus Rath                                                                 |
| Ritterschaft                         | Aachen/Düsseldorf | Freiherr Julius Franz Otto von Dalwigk                   | Boisdorf                                                                  |
| Ritterschaft                         | Koblenz/Trier/Köln | Freiherr Franz Adolph Josef von Fürstenberg              | Lörsfeld                                                                  |
| Ritterschaft                         | Aachen/Düsseldorf | Freiherr Emmerich Raitz von Frentz                       | Königlicher Kammerherr und Landrat aus Düsseldorf, Vize-Landtagsmarschall |
| Ritterschaft                         | Koblenz/Trier/Köln | Freiherr Theodor Geyr von Schweppenburg                  | Wiesenthal                                                                |
| Ritterschaft                         | Aachen/Düsseldorf | Graf Arthur von Goltstein                                | Schloss Breill                                                            |
| Ritterschaft                         | Aachen/Düsseldorf | Freiherr Friedrich von der Heyden-Rynsch                 | Haus Winkel                                                               |
| Ritterschaft                         | Koblenz/Trier/Köln | Graf Franz Egon von Hoensbroech                          | Erbmarschall und königlich preußischer Kammerherr auf Schloss Haag        |
| Ritterschaft                         | Aachen/Düsseldorf | Graf Alfred von Hompesch                                 | Rurich                                                                    |
| Ritterschaft                         | Aachen/Düsseldorf | Franz Andreas Josten                                     | Rittergutsbesitzer aus Neuß, als Stellvertreter                           |
| Ritterschaft                         | Aachen/Düsseldorf | Franz Werner von Leykam                                  | Elsum, Kreis Heilsberg                                                    |
| Ritterschaft                         | Koblenz/Trier/Köln | Freiherr Clemens von Loë                                 | Wissen                                                                    |
| Ritterschaft                         | Koblenz/Trier/Köln | Freiherr Rudolf de Lasalle von Louisenthal               | Schloss Dagstuhl                                                          |
| Ritterschaft                         | Aachen/Düsseldorf | Freiherr Karl von Mylius                                 | Linzenich                                                                 |
| Ritterschaft                         | Koblenz/Trier/Köln | Graf Maximilian von Nesselrode-Ehreshoven                | Landrat, Ehreshoven                                                       |
| Ritterschaft                         | Aachen/Düsseldorf | Freiherr Mauritz von Nagell                              | Gartrop, als Stellvertreter                                               |
| Ritterschaft                         | Aachen/Düsseldorf | Freiherr Karl von Neukirchen gen. von Nyvenheim          | Landgerichtsrat, Düsseldorf, als Stellvertreter                           |
| Ritterschaft                         | Koblenz/Trier/Köln | Hermann Joseph Simons                                    | Landrat, Vogelsang, als Stellvertreter                                    |
| Ritterschaft                         | Koblenz/Trier/Köln | Graf Cajus zu Stolberg-Stolberg                          | Gimborn                                                                   |
| Ritterschaft                         | Koblenz/Trier/Köln | Anton Franz Hermann von Solemacher-Antweiler             | Koblenz                                                                   |
| Ritterschaft                         | Aachen/Düsseldorf | Graf August von Spee                                     | Heltorf                                                                   |
| Ritterschaft                         | Koblenz/Trier/Köln | Rudolf von Schadow                                       | Rittmeister und Rittergutsbesitzer, Bonn                                  |
| Ritterschaft                         | Aachen/Düsseldorf | Graf Carl Ludwig Franz von Varo                          | Haus Caen                                                                 |
| Ritterschaft                         | Koblenz/Trier/Köln | Freiherr Max Felix von Wolff-Metternicht                 | Gymnich                                                                   |
| Städte                               | Monschau, Eupen, Malmédy, St. Vith | Peter Becker                                             | Bürgermeister, Eupen                                                      |
| Städte                               | Lennep, Ronsdorf, Lüttringhausen, Radevormwald, Burg, Hückeswagen, Wermelskirchen                                                      | Carl Ferdinand von Baur                                  | Kaufmann, Lüttringhausen, als Stellvertreter                              |
| Städte                               | Solingen, Remscheid, Dorp, Gräfrath, Wald, Höhscheid mit Merscheid, Burscheid mit Leichlingen, Opladen mit Neukirchen, Hitdorf         | Peter Daniel Berger                                      | Bürgermeister, Höhscheid                                                  |
| Städte                               | Duisburg, Mülheim an der Ruhr, Essen, Kettwig, Werden, Ruhrort, Dinslaken, Emmerich, Rees, Isselburg                                   | Theodor Boeninger                                        | Kaufmann, Duisburg                                                        |
| Städte                               | Koblenz | Nicolaus Bremig                                          | Advokat-Anwalt, Koblenz                                                   |
| Städte                               | Aachen | Johann Contzen                                           | Bürgermeister, Aachen                                                     |
| Städte                               | Barmen | Wilhelm von Eynern                                       | Kaufmann, Barmen                                                          |
| Städte                               | Neuss, Grevenbroich, Wevelinghoven, Gladbach, Viersen, Dahlen, Odenkirche, Rheydt, Uerdingen, Kempen, Süchtelen, Dülken, Kaldenkirchen | Michael Frings                                           | Kaufmann, Neuß                                                            |
| Städte                               | Elberfeld | Carl von der Heydt                                       | Kommerzienrat, Elberfeld                                                  |
| Städte                               | Köln | Jakob Horst                                              | Rentner und Stadtverordneter, Köln                                        |
| Städte                               | Krefeld | Peter Hunzinger                                          | Kaufmann, Krefeld                                                         |
| Städte                               | Trier | Peter Küchen                                             | Kaufmann und Stadtverordneter, Trier                                      |
| Städte                               | Merzig, Prüm, Bitburg, Wittlich, Bernkastel, Saarburg, Neuerburg                                                                       | Johann Peter Limbourg                                    | Gutsbesitzer, Bitburg                                                     |
| Städte                               | Jülich, Eschweiler, Heinsberg, Erkelenz, Geilenkirchen mit Hünshoven, Linnich                                                          | Dr. Ernst Joseph Lexis                                   | Arzt, Eschweiler                                                          |
| Städte                               | Ratingen, Kaiserswerth, Angermund mit Gerresheim, Mettmann, Langenberg mit Hardenberg, Wülfrath, Velbert, Kronenberg, Steele, Hilden   | Gustav Linden                                            | Kaufmann, Ratingen                                                        |
| Städte                               | Düren, Gemünd, Stolberg, Burtscheid, Schleiden                                                                                         | Abraham Lamberts                                         | Kaufmann, Burtscheid                                                      |
| Städte                               | Kleve, Wesel, Goch, Gelder, Rheinberg, Moers, Orsoy, Xanten                                                                            | Wilhelm Münster                                          | Hauptmann a. D., Wesel                                                    |
| Städte                               | Bonn, Münstereifel, Euskirchen, Zülpich, Rheinberg                                                                                     | Johann Jacob Noeggerath                                  | Geheimer Bergrat, Bonn                                                    |
| Städte                               | Ehrenbreitstein, Vallendar, Bendorf, Neuwied, Linz, Wetzlar, Braunfels                                                                 | Jacob Nußbaum                                            | Kaufmann, Linz, als Stellvertreter                                        |
| Städte                               | Saarlouis, Saarbrücken, St. Johann, Ottweiler, St, Wendel, Baumholder                                                                  | Dr. Louis Riegel                                         | Apotheker, St. Wendel                                                     |
| Städte                               | Stromberg, Trarbach, Zell, Cochem, Mayen, Andernach, Ahrweiler, Sinzig, Remagen, Simmern                                               | Wilhelm Josef Roth                                       | Sinzig                                                                    |
| Städte                               | Düsseldorf | Dr. med. Franz Anton Reinartz                            | Stadtverordneter, Düsseldorf                                              |
| Städte                               | Deutz, Mülheim am Rhein, Gladbach, Gummersbach, Wipperfürth, Siegburg, Königswinter, Neustadt                                          | Gerhard Schaurte                                         | Bürgermeister, Deutz                                                      |
| Städte                               | Köln | Joseph Stupp                                             | Justizrat und Oberbürgermeister, Köln                                     |
| Städte                               | Kreuznach, Kirn, Sobernheim, St. Goar, Boppard, Oberwinter, Bacharach, Stromberg                                                       | Wilhelm Wachter                                          | Kaufmann, Boppard                                                         |
| Landgemeinden                        | Regierungsbezirk Trier | Ludwig Adams                                             | Gutsbesitzer, Mertloch                                                    |
| Landgemeinden                        | Regierungsbezirk Aachen | Jacob Ahren                                              | Gutsbesitzer, Reichenstein                                                |
| Landgemeinden                        | Regierungsbezirk Düsseldorf | Johann Bartels                                           | Ökonom, Ginderich                                                         |
| Landgemeinden                        | Regierungsbezirk Köln | Franz Anton Frenger                                      | Gutsbesitzer, Frühlingen                                                  |
| Landgemeinden                        | Regierungsbezirk Düsseldorf | Jakob Fonck                                              | Gutsbesitzer, Pfalzdorf                                                   |
| Landgemeinden                        | Regierungsbezirk Koblenz | Johann Gemünd                                            | Gutsbesitzer, Niederbreisig                                               |
| Landgemeinden                        | Regierungsbezirk Trier | Johann Guittienne                                        | Gutsbesitzer, Ihn, als Stellvertreter                                     |
| Landgemeinden                        | Regierungsbezirk Trier | Nicolas Guittienne                                       | Gutsbesitzer, Niedaltdorf                                                 |
| Landgemeinden                        | Regierungsbezirk Koblenz | Georg Karl Immich                                        | Gutsbesitzer, Enkirch                                                     |
| Landgemeinden                        | | Dr. Kellermann                                           | Gutsbesitzer, Saarn                                                       |
| Landgemeinden                        | Regierungsbezirk Köln | Anselm Clostermann                                       | Gutsbesitzer, Warth                                                       |
| Landgemeinden                        | Regierungsbezirk Düsseldorf | Urban Leven                                              | Bürgermeister, Benrath                                                    |
| Landgemeinden                        | Regierungsbezirk Aachen | Hermann Joseph Paulssen                                  | Bürgermeister, Laffeld                                                    |
| Landgemeinden                        | Regierungsbezirk Aachen | Josef Pilgram                                            | Bürgermeister, Kelz                                                       |
| Landgemeinden                        | Saarburg, Merzig, Saarlouis | Johann Baptist Reusch                                    | Gutsbesitzer, Bürgermeister und Posthalter, Lebach                        |
| Landgemeinden                        | Regierungsbezirk Trier | Eugen Richard                                            | Gutsbesitzer, Niedersgegen                                                |
| Landgemeinden                        | Kreuznach, Simmern, Meisenheim | Nicolaus Rollar                                          | Gutsbesitzer, Sponheim                                                    |
| Landgemeinden                        | Regierungsbezirk Köln | Heinrich Rolshoven                                       | Steinbreche                                                               |
| Landgemeinden                        | Regierungsbezirk Köln | Johann Leopold Schult                                    | Bürgermeister, Glessen                                                    |
| Landgemeinden                        | Landkreise Aachen, Geilenkirchen | Konstantin Schunck                                       | Gutsbesitzer zu Gereonsweiler                                             |
| Landgemeinden                        | Regierungsbezirk Düsseldorf | Edmund von der Straeten                                  | Bürgermeister, Hardt                                                      |
| Landgemeinden                        | Regierungsbezirk Koblenz | Dr. Ferdinand Wurzer                                     | Bürgermeister von Niederhammerstein                                       |
| Landgemeinden                        | Regierungsbezirk Trier | Freiherr René Zandt von Merl                             | Gutsbesitzer und Bürgermeister, Münchweiler                               |
| Landgemeinden                        | Regierungsbezirk Düsseldorf | Jakob Zores                                              | Gutsbesitzer, Zand                                                        |